# Aleksander Veliki (Kavčič)
Aleksander Veliki je drama Vladimirja Kavčiča. Izšla je leta 1972 pri Državni založbi Slovenije.

## Osebe
- Aleksander, makedonski kralj
- Roksana, njegova žena
- Parmenion, Perdika, Kem, Krater, starejši častniki
- Klit, Filota, Nearh, Frigija, Kleiton, mlajši častniki
- Anaksagoras, filozof
- Kalisten, Aleksandrov življenjepisec
- Oneksikratos, zgodovinar
- Aeistander, bogovec
- Protea, Medias, Harpal, Hefestion, dvorjani
- Stražarja
- Paža
- Zdravnik
- Vojaki

## Vsebina
1. dejanje: Vojaki slavijo zmago nad Perzijci. Aleksander jim dovoli oditi domov s pogojem, da se spomladi vrnejo - osvojiti hoče Perzijo, Azijo, ves svet, nič ali vse, užitek nesmrtnosti zoper revne užitke vsakdanjosti! Vojaki se razidejo, z Aleksandrom ostanejo le njegovi zvesti častniki. Na gostiji po bitki jim skuša Aleksander razložiti svojo vizijo: vzpostaviti novo dobo miru, ponesti helensko omiko v vse dele sveta; vojna in morija sta le sredstvo za srečo prihodnjih rodov. Častniki, ki so predvsem vojaki, ga ne razumejo, z njim so zaradi spoštovanja in prijateljstva, čeprav opažajo, da postaja zmeraj bolj vladarski, nezaupljiv, samovoljen. - V Aleksandru se krepi misel, da je izvoljenec neznanega boga, za ljudstvo prikraja legende o svojem božanskem izvoru in življenju. Poln je samozaupanja in občutka moči, odloči se, da bo takoj udaril na Egipt, strahopetce med vojaki pa dal pobiti. Šli bodo za njim, kajti na njegovi strani so bogovi!
2. dejanje: Osvojitev Egipta je vojsko pomehkužila in razkrojila, kralj se pusti častiti po božje, obda se z dvorom, raste nasprotstvo med dvorjani in v bojih preizkušenimi vojaki. Častniki Aleksandra ne razumejo več, zlasti Klit mu očita, da se odtujuje, postaja ohol, zapravlja naklonjenost vojakov. Kralj jim zabrusi, da ne vidijo prek konice svojega meča. On ima višje naloge, on je bog, oni pa ne znajo vojske navdušiti za njegovo občečloveško vizijo, ki je že skoraj uresničena. Častniki pobiti odidejo, Aleksander pa vse bolj drsi v samoveličje in okrutno samovoljo, pobija vse vprek, celo svoje najzvestejše. To tako prizadene Klita, da se na slavnostni večerji hudo sporeče z vladarjem. Aleksander ga na mestu prebode s sulico in da bi premagal svojo bolečino in strah, histreično navduši vojake za nov pohod zoper Perzijo in Indijo.
Epilog: Vojska se razcapana, pijana, na smrt utrujena vrača iz osvobojene Indije. Aleksander je bolan, zanesenjaško blazen, zapit, prepričan, da je bog miru in večne blaginje, zato je svoji vojski ukazal odložiti orožje in se nalivati z vinom. V njegovem histeričnem obnašanju se prepletajo napuh, samoironija, otročjost, napadi smrtne slabosti; končno izčrpan omahne Roksani v naročje. - Kem se sreča z vračajočimi se častniki, ki so polni zagrenjenosti in obupa, prepričani, da je vsega konec. Porazilo jih je prostranstvo, ki so ga osvojili, vse žrtve, napori in smrti so zaman, ker niso poznali prave mere, kralj pa je blazen, izgubil je stik z realnostjo in nihče ni dovolj močan, da bi mu povedal resnico...  Kem jih le s težavo pripravi do tega, da sklenejo pobiti kralja in dvorjane ter sami prevzeti oblast. - Medtem Aleksander, že skoraj na pragu smrti, ženi pripoveduje o svojih osvajanjih in načrtih. Toda čas se izteka, udarci sledijo drug za drugim: smrt prijatelja Hefestiona, sli prinašajo novice, da divja doma državljanska vojna, da se je uprla Šparta, da se vojska razhaja. Aleksander ne razume več pomena novic in ko vdreta v sobo Nearh in Frigija, je ves v blaznih prividih. Zarotnika ga prepustita Roksani, zbereta svoje pristaše in plen in kreneta na dolgo pot proti domu. Veličastne ideje, za katere je bilo prelito toliko krvi, se utapljajo v surovi banaliteti pijane, razuzdane, razpadajoče vojaške množice.